# 天津神社 (習志野市)
天津神社（あまつじんじゃ）は、千葉県習志野市屋敷にある神社である。旧社格は無格社。

## 祭神
- 天之御中主之大神

## 由緒
千葉氏の一族である馬加氏が創建したものとされる。言い伝えによると、馬加城（現・千葉市花見川区幕張町）の城主であった馬加康胤が居城晋請中に当地に移住し、千葉氏の守護神である妙見菩薩を祀る神社を建てたという。「屋敷」という地名は康胤が住んでいた屋敷に由来するといわれている。
明治初年の神仏分離により「天津神社」と改称され、祭神も天之御中主神に改められた。

## 摂末社
- 浅間神社

## 祭事
- 例祭（9月22日）
3年に1度神輿渡御あり。